# حصار شمال حمص
حصار شمال حمص كان حصارًا استمر ست سنوات من قبل الحكومة السورية في الجزء الشمالي من محافظة حمص خلال الحرب الأهلية السورية، نتيجة سيطرة تنظيمات المعارضة المسلحة خلال معركة الرستن عام 2012 على المدينة والمناطق المحيطة بها، وقد استطاعت القوات الموالية لبشار الأسد استعادة تلك المناطق بشكل كامل عام 2018.

## خلفية

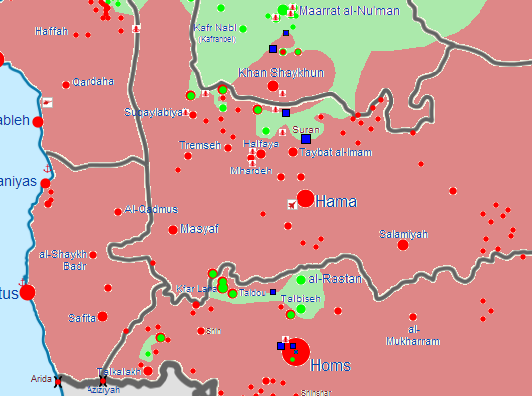
جيب حمص المحاصر في أكتوبر 2013

شهد الحصار العديد من الاشتباكات بين القوات الموالية للحكومة قوات من الجيش السوري الحر (المعارضة) مما أدى إلى سلسلة من القتال غير الحاسم مع مكاسب محدودة من أي من الجانبين حتى الهجوم الذي شنته الحكومة السورية في أوائل عام 2018 والذي أنهى الحصار الذي دام ست سنوات على المنطقة. خلال الحصار سيطرت القوات الموالية للحكومة على محطة الزارة الحرارية التي أصبحت عرضة للاستهداف من قبل قوات المعارضة نتيجة لذلك. كانت مدينة تلبيسة معقلاً رئيسياً للمعارضة منذ عام 2011 وتعرضت لحصار آخر من قبل الحكومة السورية في عام 2011 جنباً إلى جنب مع الرستن أسفر عن مقتل 74 مدنيا، مما أدى إلى قمع الاحتجاجات في البلدتين.

## التاريخ
في 14 مايو 2012، سيطر الجيش السوري الحر على بلدة الرستن بعد سلسلة من الهجمات في أوائل عام 2012، والتي كانت موقعا استراتيجيا على طول الطريق الذي يربط العاصمة دمشق بشمال البلاد.
في يناير 2013، بعد تأسيس أنصار الخلافة المرتبطة ب‍حزب التحرير في ديسمبر 2012 تم إنشاء فرع من المجموعة في محافظة حمص.
في 10 أكتوبر 2014، استولت وحدات الجيش السوري الحر على قرية الهلالية من القوات الحكومية مما أدى إلى انخفاض القصف من الحكومة.
في 29 نوفمبر 2014، سيطرت جبهة النصرة على الرستن من حركة حزم المتحالفة مع الجيش السوري الحر خلال النزاع بين الطرفين بعد اشتباكات في المنطقة مما أدى إلى أسر عدة مقاتلين من الجيش السوري الحر وإقامة نقاط تفتيش تديرها جبهة النصرة في البلدة.
في ديسمبر 2014، أعلن قائد لواء أسود الإسلام المتمركز في تلبيسة أن اللواء قد تعهد بالولاء لأبو بكر البغدادي وتنظيم الدولة الإسلامية، ولكن بعد الإعلان حسب التقارير ترك 400 من أصل 500 عضو المجموعة.
في أيار/مايو 2015، انضمت عدة فصائل من الجيش السوري الحر في المنطقة إلى ميليشيا جيش الثوار المشكَّلة حديثًا في ذلك الوقت، وبدأت القتال ضد الحكومة السورية وداعش، وكان يُنظر إلى الجماعة على أنها تجميع لفصائل الجيش السوري الحر تحت راية واحدة. وكان من بين المجموعات المشاركة في تشكيل جيش الثوار في حمص، الفوج 777، الذي كان جزءًا من كتائب الفاروق، حيث أعلن انضمامه لمجموعة جيش الثوار بعد تصويره فيديو يُظهر مسلحيه على بيك أب مسلح يقومون بإطلاق النار على القوات الموالية للحكومة. ومع ذلك، انفصلت ثلاثة وحدات مسلحة عن تلك الميليشيا بعد انضمامها لها، حيث انضمت وحدتان إلى غرفة عمليات الحولة وانضمت أخرى إلى جيش النصر (الذي كان في ذلك الوقت غرفة عمليات قبل توحيده كمجموعة واحدة)، ولم يتبق سوى «الفوج 777» و«تجمع ثوار حمص» كبقية فصائل جيش الثوار في محافظة حمص.
في 16 أغسطس/آب 2015، شنت جبهة النصرة والجيش الحر هجوماً على القوات الموالية للحكومة في قريتي جبورين وتسنين في سهل الرستن، وقد نجحَ التنظيمان في السيطرة على حاجزين عسكريين خارج قرية تسنين. شنّت قوات الدفاع الوطني وكتائب البعث هجومًا مضادًا وأعادت السيطرة عليهما.
في أكتوبر/تشرين الأول 2015، أطلق الجيش السوري عدة صواريخ وقذائف هاون على مواقع النصرة والجيش الحر استعدادًا لبدء هجوم على الجيب الخاضع لهما، بالتعاون مع قوات الدفاع الوطني ونسور الزوبعة.
في 15 أكتوبر/تشرين الأول 2015، نفذت طائرات حربية روسية وسورية عدة غارات جوية على مناطق سيطرة المسلحين مما أسفر عن مقتل 6 مقاتلين من بينهم رواد الأقصى زعيم لواء التوحيد، بالإضافة لخمسة مدنيين.
في تشرين الثاني/نوفمبر 2015، هاجمت جبهة النصرة مواقع تنظيم «لواء شهداء البياضة»، ووجهت لها اتهامًا هي وأحد أعضائها عبد الباسط الساروت بالولاء لتنظيم الدولة الإسلامية (داعش). ادعى ناشطون أن النصرة قامت بذلك سعيًا لتوطيد سلطتها في شمال حمص، فضلاً عن رغبتها الاستيلاء على نقطة إستراتيجية تدخل منها المساعدات الإنسانية كالأغذية، ومن أجل تقويض شعبية الساروت.
في 31 كانون الثاني 2016، أعلنت مجموعات أحرار الشام وكتائب القادسية ولواء حربنسفه في بيانٍ لها عن إنشاء غرفة عمليات في الجيب الخاضع لسيطرة التنظيمات المسلحة للرد على هجمات الميليشيات الشيعية الموالية للحكومة المدعومة من سلاح الجو الروسي في محافظتي حمص وحماة.
في 2 أغسطس/آب 2016 شنت جبهة فتح الشام وأحرار الشام وفيلق حمص وعدة فصائل أخرى في غرفة عمليات شمال حمص هجوماً باسم «دعم حلب» ضد القوات الحكومية، لتشتيت الجيش السوري عن عملياته العسكرية في مدينة حلب ضد فصائل المعارضة المسلحة. كان الهجوم يهدف للاستيلاء على محطة زاراة الحرارية، التي تعد من أكبر المحطات الكهربائية في سوريا، وقد ورد أن عدة حالات انقطاع للتيار الكهربائي في الأراضي السورية نتجت عن القتال بين الجيش السوري والجماعات المسلحة. خلال الهجوم نجح المسلحون في السيطرة على قرية زارة، وأُبلغَ عن وقوع عدة إصابات في صفوف القوات الحكومية، وأفادت التقارير أن ميليشيا أحرار الشام استولت على دبابة ومركبة مشاة قتالية.
في 27 كانون الثاني 2017، كانت المياه مقطوعة تمامًا عن المنطقة الخاضعة لسيطرة المعارضة وعن سكانها المدنيين البالغ عددهم 100000 نسمة، مما دفع رئيس المجلس المحلي يوسف درويش إلى مناشدة المجلس من أجل الحصول على المساعدة، ولكن لم تكن هناك مساعدات يمكن تقديمها نظرًا لعدم توفر الموارد.
في 18 فبراير 2017، استهدفت حركة أحرار الشام المواقع العسكرية الحكومية بالصواريخ وقذائف الهاون والصواريخ المرتجلة رداً على استهداف المناطق المدنية من قبل الحكومة.
هاجم مسلحو هيئة تحرير الشام، في 22 فبراير 2017، مواقع عسكرية حكومية على طول طريق حمص- السلمية السريع بالمدفعية والدبابات.
في 25 شباط/فبراير 2017، أرسلت هيئة تحرير الشام فريقًا من الانغماسيين إلى مدينة حمص انطلاقًا من مناطق سيطرتها في الرستن، مما أسفر عن مقتل اللواء حسن دابل ورئيس المخابرات إبراهيم درويش وعدد من المقاتلين الموالين للحكومة. احتفى السعودي عبد الله المحيسني بالهجوم على حساباته باللغتين العربية والإنجليزية على تلغرام قائلًا: «قتل وجرح العشرات بعد تفجير عبوات ناسفة في نقاط التفتيش التابعة للنظام المجرم وهم يعالجون الجرحى من فرعي الأمن العسكري والأمن الوطني، الحمد لله». في نفس اليوم، واصلت أحرار الشام قصف مواقع الجيش السوري بالصواريخ وقذائف الهاون.
في 15 حزيران/يونيو 2017، حاولت القوات الحكومية التسلل إلى مواقع التنظميات المسلحة بالقرب من جبورين لكن مسلّحي «غرفة عمليات ريف حمص الشمالي» بزعامة جيش العزة تمكنوا من إيقاف الهجوم.
في ديسمبر 2017، أنشأت منظمة إنسانية مساحة صديقة للأطفال في الجيب الذي تسيطر عليه المعارضة المسلحة كجزء من حملة تشجير تهدف إلى تعليم المسؤولية للأطفال وزيادة الوعي بأهمية الحياة البرية.
في 27 أبريل 2018، بدأ النشطاء الموالون للحكومة في الإبلاغ عن أن قوات النمور التابعة للحكومة السورية تحت قيادة سهيل الحسن بدأت في إعادة الانتشار من الغوطة الشرقية، في حين ادعى حزب الله في نفس اليوم أن الجيش السوري قصف مقر هيئة تحرير الشام مما أدى إلى وفاة قائدين من الجماعة. في حين شن الجيش السوري قبل أسبوعين أربعة هجمات على قوات المعارضة، إلا أنه تم صد جميع هذه الهجمات بسبب عدم كفاية القوة النارية لصالح القوات الموالية للحكومة.